# 王華生 (1925年)
王華生（1925年—2018年7月22日），廣東東莞石排鎮橫山上寶潭村人，是香港「造船大王」，1970年代與包玉剛及董浩雲齊名為香港3大船王。中國香港體育協會暨奧林匹克委員會副會長，香港中華業餘體育協會名譽會長，青龍水上樂園創辦人，香港中華業餘游泳聯會永遠名譽會長，中華造船機器廠股份有限公司創辦人及前公司主席，永豐集團控股有限公司榮譽主席，雅高巴士服務（中國）主席。並且是海龍潛水會永遠名譽會長，香港少年警訊創辦人，保良局永遠名譽會長。原配倫柳娥

## 生平
王華生於1925年出生，1939年十四歲來港，在九龍船塢當學徒，1941年創辦中華風電焊鐵工廠，業務主要是承接船舶的修造鐵器焊接工程。該廠成為他日後在香港的船廠業務的踏腳石。五十年代，王華生首次展開跨國業務，在當時英屬婆羅洲承建首座在東南亞服務的鑽井平台「東方勘探者號」，自此業務更蒸蒸日上。六十年代在油塘灣創辦中華造船廠，早期主要以製造躉船為主, 其後不斷拓展業務。中華造船廠於七十年代上市，成為一家公共股份公司，參與國際海上造船及探油設備工程。王華生與船王包玉剛及董浩雲等齊名。
八十年代，因為內地的工商業發展極有潛力，於是集中拓展內地業務，發展多元化，包括酒店、地產投資、零售業、巴士運輸、重工業、造船等。他是較早期回到內地投資的其中一位香港商人。隨著陸路及空中交通工具快速發展，船隻的重要性已大不如前。此外，由於造船業牽涉甚廣，且與國防息息相關，中國政府多津貼國內造船廠。植根於香港而屬於商業性質的中華造船廠自然不能得到財政支持，難以與國內船廠競爭，生存空間日少。王華生終於在1991年把中華造船廠集團的股份出售，其後船廠地皮被多間地產商分投，包括新世界及恆基地產等。及後，王氏家族重組業務，以王氏投資(集團)為家族業務的旗艦公司。
王華生長子、第10屆港區全國人大代表王敏剛向媒體《香港01》證實，父親於2018年7月22日晚上逝世。

## 體育
王華生從事工商業達五十多年，一直不忘貢獻社會，尤其是以往船廠所在的社區觀塘，他更積極推廣體育活動。觀塘早期為一片荒蕪之地，由於工業發展，區內人口大增，其中又以工人階級佔多，那時工人生活刻苦，工作時間極長，運動機會甚少，加上區內運動場所不多，不少人身體虛弱。區內青年一輩亦開始增加，雞寮附近一帶常有小孩及青少年在街頭玩耍，不少被迫加入黑社會。有見及此，王華生聯同其他有志人士，自籌經費成立體育會，籌辦籃球、足球、排球等活動，由民政主任負責組織，文康體負責籌備活動。該體育會便是「觀塘體育促進會」。王華生年青時十分好動，在眾多運動中獨愛游泳，每次到泳池，總要游上過千公尺才罷休。王華生曾任中國香港體育協會暨奧林匹克委員會副會長。

## 家族
- 王敏超
- 王敏剛